# Artur Ocetkiewicz
Artur Marian Ocetkiewicz, Arthur Ocetkiewicz von Julienhort (ur. 2 lutego 1888 w Tarnopolu) – austriacki i polski urzędnik konsularny.
Wyznania rzymskokatolickiego. Syn austriackiego gen. Stanisława Ocetkiewicza von Julienhort i Julii Hirsch. Po ukończeniu Akademii Konsularnej w Wiedniu (Konsularakademie) (1906-1911), służył w austriackiej służbie zagranicznej, w której pełnił funkcję m.in. attaché konsularnego w Rio de Janeiro (1911), w Kurytybie (1912), i São Paulo (1912-1915), gdzie jest też epizodycznie wymieniony jako chargé de affaires (1913). Po I wojnie światowej, w 1919, przeszedł do polskiej służby zagranicznej, gdzie powierzono mu stanowisko wicekonsula w Nowym Jorku (1920-1926), konsula/kier. konsulatu/konsula generalnego w Pittsburghu (1924-1932).